# The M.S.P.
The M.S.P. ili DJ Basler (rodno ime Bartosz Basa) je poljski producent.
Prvi rad (zajedno s Loffciamcoreom) "Nie Chce Obiadu!" objavio je 2008. na prvom Loffciamcoreovom EP-u Fuck Vixa E.P.
U listopadu 2009., DJ Basler i Loffciamcore su otvorili mrežnu izdavačku kuću posebno za ekstremnu *core glazbu Napierdalatornia koja je 8. lipnja 2010. zajedno sa SmokeSkull Recordsom prestala s radom zbog otvaranja njene nasljednice Splitterkor Rekords Dziwko!!!.
Loffciamcore, TommY RuleZ i The M.S.P. su 2010. stvorili skupinu SKRD!!! Crew. U sklopu te skupine, producirali su prvu zajedničku pjesmu "Mainstream Must Die Anthem" za prvu SKRD!!! kompilaciju Mainstream Must Die.

## Diskografija

### Izdanja
kao DJ Basler
- 2009.: Nightmares
- 2009.: Polska Ja Wersyja
- 2009.: Polska Ja Wersyja: Klajmexxx

kao The M.S.P.
- 2009.: Obsession Death
- 2009.: Polska Ja Wersyja: Klajmexxx
- 2009.: The Day Of My Suicide
- 2010.: Burn All Bitches
- 2010.: Murdah Suicidah
- 2010.: Mass Wogh
- 2010.: Noisorella
- 2010.: Rejected Reasons
- 2010.: Shitting While On Methamphetamine
- 2010.: Thorn
- 2011.: Primitiveee 100%
- 2011.: Electric Rain
- 2011.: Noise Party 3

kao The M.S.P. i DJ Basler
- 2010.: Sick Collaboration With Devil

### Remiksevi
kao DJ Basler
- 2009.: NoiseMastah - "La Vie Est Brutal (DJ Basler Remix)"
- 2009.: Imil - "Evolution Theory (DJ Basler Remix)"
- 2009.: Loffciamcore - "Papa Smerf 8 Bit Rozkurwiacz (DJ Basler Remix)"

kao The M.S.P.
- 2009.: Loffciamcore & DJ Basler - "Hard W.D.P. (The M.S.P. Remix)"
- 2009.: Loffciamcore - "Rozstrzelać W Pizdu Wszystkich (The M.S.P. Rmx)"
- 2010.: J-Gabbersha - "Das Galgenholz (The M.S.P. Remix)"

kao The M.S.P. i DJ Basler
- 2010.: Loffciamcore - "Hejterdisskor (The M.S.P. & DJ Basler Remix)"

## Vanjske poveznice
- Diskografija (DJ Basler)
- Diskografija (The M.S.P.)
- MySpace stranica (DJ Basler)
- MySpace stranica (The M.S.P.)